# Wolfgang Peischel
Wolfgang Peischel (* 1956) ist ein österreichischer Politologe, Militärwissenschaftler und Offizier des Bundesheeres im Range eines Brigadiers. Seit 2008 ist er Chefredakteur der Österreichischen Militärischen Zeitschrift.

## Leben
Wolfgang Peischel wurde 1956 geboren und absolvierte nach der Matura von 1982 bis 1985 die Offiziersausbildung an der Theresianischen Militärakademie in Wiener Neustadt. Von 1991 bis 1994 besuchte er den 13. Generalstabskurs an der Landesverteidigungsakademie in Wien. Parallel dazu begann er ein Studium der Politikwissenschaft an der Universität Wien, welches er 1997 abschloss. 2015 wurde er in Militärwissenschaften an der Doctoral School of Military Sciences der National University of Public Service in Budapest mit der Dissertation Relations Between Functional Principles of Democracies and Their Armed Forces: An Analysis of Relevant Influencing Factors and Their Systemic Interdependence promoviert. Sein Betreuer war András Ujj.
Beruflich ist er Hauptlehroffizier an der Landesverteidigungsakademie, seit 1999 als Leiter des selbstständigen Referats Umfassende Landesverteidigung der Abteilung Militärstrategie im Bereich der Generalstabsgruppe B. 2001 war er als Oberst im Generalstab Kommandant des Jägerregiments Wien (Hoch- und Deutschmeister). 2003 wurde er Leiter der Gruppe Struktur- und Programmplanung im Planungsstab des Bundesministeriums für Landesverteidigung und Sport.
Seit 2008 ist er Chefredakteur der Österreichischen Militärischen Zeitschrift.

## Schriften (Auswahl)
- (Hrsg.): Wiener Strategie-Konferenz 2016. Strategie neu denken. Miles-Verlag, Berlin 2017, ISBN 978-3-945861-53-0.